# Heterosexismus

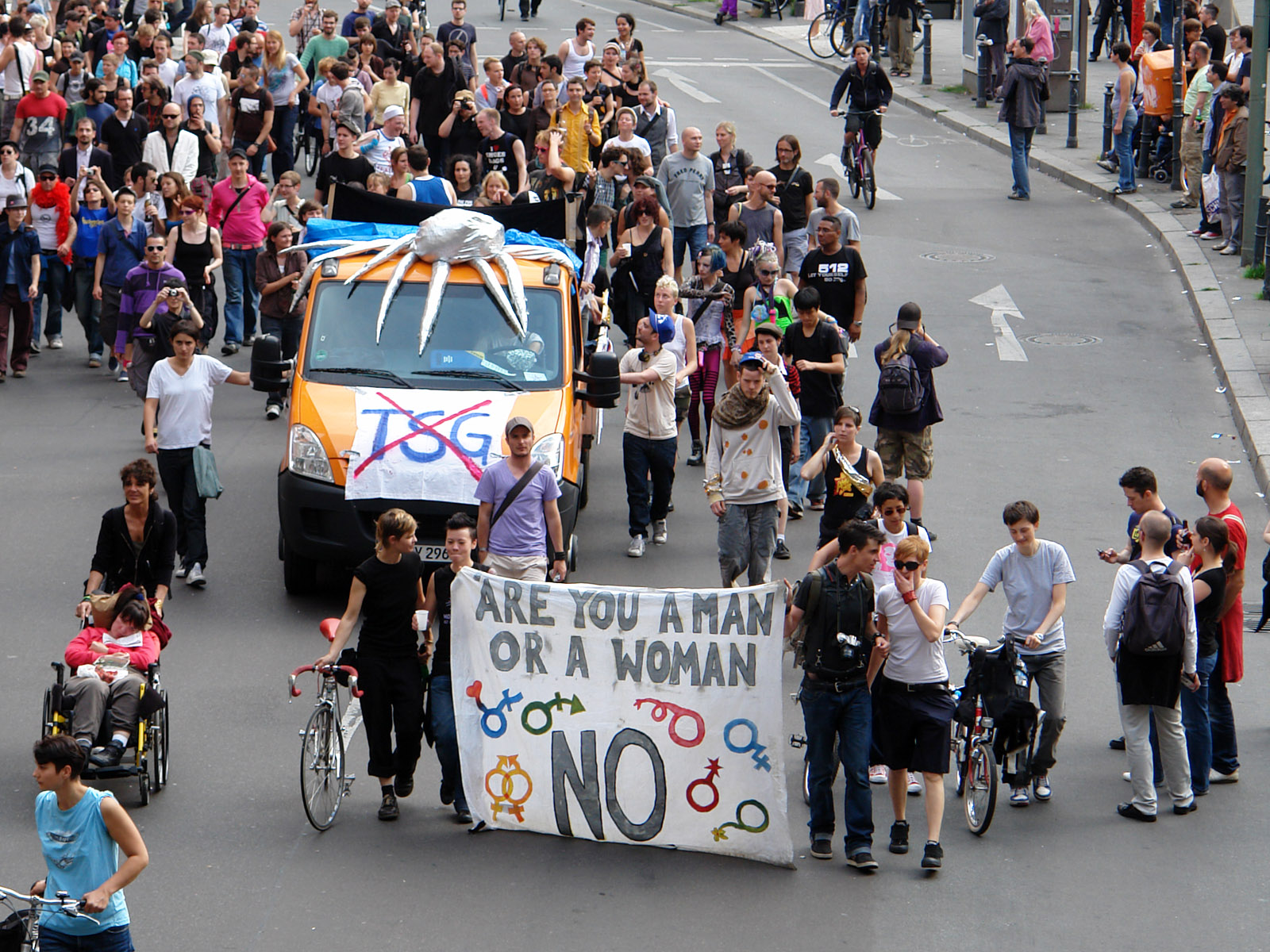
Bist du ein Mann oder eine Frau? Nein.
Plakat auf dem Transgenialen CSD zu einer Frage, die für Transgender-Personen ein falsches Dilemma aufwirft (Berlin 2009)

Heterosexismus bezeichnet eine sexistische psychologische Einstellung und Ideologie, die Heterosexualität (gegengeschlechtliche Liebe) als überlegene oder einzig „natürliche“ Ausrichtung von menschlicher Sexualität vertritt und sexuelle Orientierungen von homosexuellen, bisexuellen, pansexuellen oder asexuellen Personen als „nicht normal“ abwertet und ablehnt. In die Abwertung werden teilweise auch Personen einbezogen, die nicht männlichen oder weiblichen Geschlechts sind (intergeschlechtlich, vergleiche „divers“) oder deren Geschlechtsidentität nicht mit ihrem Geburtsgeschlecht übereinstimmt (transgender und nichtbinäre Personen). Heterosexismus kann auch Cissexismus enthalten: die Erhöhung der Übereinstimmung von männlicher oder weiblicher Geschlechtsidentität mit dem entsprechenden Geburtsgeschlecht (vergleiche Transphobie). Heterosexismus wird als Abwehrform von Heteronormativität verstanden und wesentlich vom Wandel der Sexualethik beeinflusst (siehe auch Homosexualität und Religion).

## Abgrenzung
Heterosexismus ist eine Abwehrform, „die jede nicht-heterosexuelle Form von Identität, Verhalten, Beziehung oder Gemeinschaft verleugnet, verunglimpft und stigmatisiert“. Er ist zu verstehen als eine auf Heteronormativität gründende und nicht hinterfragte gesellschaftliche Setzung heterosexueller Lebensentwürfe und -weisen als sexuelle „Normalität“ und anderen Formen sexueller Orientierung überlegen, die zum Beispiel schwule und lesbische Existenzen als Randerscheinung oder weniger natürliches Phänomen, als bloße „sexuelle Vorliebe“ abhandelt.
Homophobie bezeichnet einerseits eine irrationale Angst vor Homosexualität und anderseits den Hass, Ekel und die Vorurteile, welche wiederum Angst und infolgedessen Aggression und Gewalt produzieren. Der Begriff „Homophobie“ wurde von dem Psychologen George Weinberg (1972) geprägt.
Die sich in Bürgerrechtsbewegungen organisierenden Lesben und Schwulen haben den Begriff Homophobie bald durch den Begriff Heterosexismus ergänzt, um damit – in Parallele zu Begriffen wie Rassismus und Sexismus – auf eine ausgrenzende soziale und kulturelle Ideologie und auf die institutionelle Unterdrückung nicht-heterosexueller Menschen hinzuweisen. Der Begriff Heterosexismus verweist eher auf Arroganz oder Chauvinismus als Ursache des ablehnenden Verhaltens.
Unabhängig davon, ob als Heterosexismus oder Homophobie bezeichnet, müssen die verschiedenen Formen heterosexistischer und homophober Gewalt (seitens Gesellschaft, Gruppierungen oder Individuen usw.) als gestörte Verhaltensweisen bezeichnet werden, die ihrerseits Lesben, Schwule, und alle nicht dem heteronormativen Schema entsprechenden Menschen in ihrer Entfaltung teilweise massiv beeinträchtigen, und unter denen sich sekundär psychische Störungen entwickeln können.
Eng hängen damit die Geschlechterrollen zusammen, da jedes abweichende Verhalten als geschlechtsrolleninkonform wahrgenommen wird und dies bei den folgenden Begriffen eine entscheidende Rolle spielt. Der Feminismus hat das Ziel die Gleichheit, Menschenwürde und Entscheidungsfreiheit von Frauen, die Selbstbestimmung über deren Leben und ihren Körper, zu erreichen. Der Maskulinismus dagegen versteht sich als soziale Bewegung zur Korrektur bestimmter politischer Entwicklungen, für die er den Feminismus verantwortlich macht, und zur Stärkung der Position von Männern in der Gesellschaft.
Auch Formen des Hasses müssen nicht nur individualpsychologisch zu analysieren sein; oft sind sie sozial. Der Frauenhass, die Misogynie, trifft vor allem jene Frauen, die nicht unter die „aktuellen kulturellen Akzeptanzkategorien“ der sozialen Rolle von Weiblichkeit fallen. Dies trifft oft auch auf Transgender und Lesben zu. Die Misandrie als Männerhass kann aus dem Feminismus heraus, das bekämpfte Patriarchat und gegen einen Maskulinismus entstehen. Geschlechtsrolleninkonformes Verhalten spielt hier selten eine Rolle. Misogynie und Misandrie werden als Sexismus betrachtet.
In der extremen Ausformung der Queer-Theorie und auch selten bei nicht bewusst in dieser Theorie verhafteten bi- und homosexuellen Frauen und Männern wird prinzipiell alles, was der Heteronormativität entspricht infrage gestellt, manchmal auch das Andere als absolut überlegen dargestellt. Dann kann man von Heterophobie sprechen, die aber in ausgeprägter Form selten vorkommt. Auch ein Unverständnis und eine Abneigung aus schlechter Erfahrung gegenüber fest in der sozialen Norm lebende Menschen, die einen selber nicht verstehen, kann als Heterophobie wahrgenommen werden, muss ihr aber nicht entsprechen.
| Übersicht über Abwehrformen gegen Teilbereiche sexueller Identität |                                 |                                 |                                                |                                                |                                                              |
| Ideologie Weltanschauung                                           | Abwehrform                      | Abwehrform                      | Aversion bis Feindseligkeit richtet sich gegen | Aversion bis Feindseligkeit richtet sich gegen | Identitätsform                                               |
| Heteronormativität                                                 | Heterosexismus                  | Heterosexismus                  | Nicht-Heteronormative                          | Nicht-Heteronormative                          | soziale Norm (Hetero)                                        |
| Heteronormativität                                                 |                                 | Biphobie Homophobie Transphobie | Bi- & Homosexuelle Transgender                 |                                                | sexuelle Orientierung Geschlechtsidentität Geschlechterrolle |
| Feminismus Maskulinismus Androzentrismus                           | Sexismus: Misogynie / Misandrie | Sexismus: Misogynie / Misandrie | Frauen / Männer                                | Frauen / Männer                                | sexuelle Orientierung Geschlechtsidentität Geschlechterrolle |
| Queer-Theorie                                                      | Heterophobie                    | Heterophobie                    | Heteronormativität                             | Heteronormativität                             |                                                              |

Siehe auch: Androzentrismus, Gynozentrismus | Gender Bias

## Ausprägungen
Je nach Ausprägung reicht Heterosexismus von Vorurteilen (z. B. Schwule seien Heterosexuellen körperlich unterlegen) über ausgeprägte Abneigung und Befürwortung von Diskriminierung oder staatlichen Repressionen (vgl. Gesetze zur Homosexualität) gegen nicht der heterosexuellen Norm entsprechenden Menschen bis hin zu äußerstem Hass und körperlicher Gewalt gegen diese. Es sind auch Fälle bekannt, in denen Homosexuelle nur wegen ihrer sexuellen Orientierung ermordet wurden (z. B. nach vorherrschender Überzeugung der Mord an Matthew Shepard, die Täter hatten sich in ihrem Prozess u. a. mit einer “gay panic defense” verteidigt) oder Transgender, weil ihr soziales Geschlecht nicht mit dem biologischen übereinstimmte (z. B. der Tod von Brandon Teena).
Ein weiteres heterosexistisches Phänomen ist die Ex-Gay-Bewegung, die mit ihrem Bestreben, homosexuelle Menschen zu Heterosexuellen zu ändern, bei diesen psychische Schäden verursacht.

## Institutionelle Diskriminierung

### Deutschland
Eine besondere Form des Heterosexismus stellt die privilegierte staatliche Förderung der heterosexuellen Ehe dar. Bislang ist der Art. 6 des deutschen Grundgesetzes dahin gehend interpretiert worden, dass nur die heterosexuelle Ehe geschützt werden müsse. Diese Interpretation ist mit der Einführung des Lebenspartnerschaftsgesetzes auch nicht aufgegeben worden. Zu dieser Entwicklung schreibt Uwe Keßler in seinem „Handbuch“ zu der Entwicklung von Grundrechten:

„Als durchaus geglückter Musterfall einer demokratisch geordneten Rechtsentwicklung darf […] die jüngste vorsichtige Öffnung des Rechtsinstituts Ehe/Familie gesehen werden, durch die gleichgeschlechtlichen Lebenspartnerschaften im rechtlichen Vorhof der grundgesetzlich ‚besonders geschützten‘ Familiensitze und Erbhöfe zunächst immerhin eine wasserdichte Hütte errichtet worden ist: Seit nahezu 200 Jahren eine ‚Säule des sozialen Lebens‘ mit entsprechend dicht gewachsenen Privilegien, aber auch ebenso scharfen Abgrenzungen, genügt das Rechtsinstitut ‚Familie‘ nicht mehr den sich ausdifferenzierenden Lebensgewohnheiten einer wachsenden Zahl emanzipierter Rechtssubjekte; es wird in anschwellendem öffentlichem Diskurs problematisiert, mit konkurrierenden Gegenkonzepten konfrontiert, über geeignete Einzelfälle von der Judikatur, die unter der Herrschaft des GG teil hat am öffentlichen Diskurs, förmlich infrage gestellt, letztlich nach angemessen polarisierter Parlamentsdebatte vom Gesetzgeber schrittweise geöffnet, der dafür abschließend den differenzierten Segen des BverfG erhält. Formal wird durch das neue Gesetz das Verfassungsrecht nicht berührt; tatsächlich aber ist das Monopol der heterosexuellen Ehe als die Rechtsform für Lebenspartnerschaften gebrochen, und es wird nur eine Frage der weiteren Entwicklung sein, bis sie ihre bislang gesicherten Privilegien gegenüber nunmehr legalisiert konkurrierenden Partnerschaftsformen verliert.“

Die Aktion EinszuEins fordert eine völlige Gleichstellung von Lebenspartnerschaften mit heterosexuellen Ehen in Deutschland. Nach einem Leitsatz des Bundesverfassungsgerichts aus dem Urteil vom 17. Juli 2002 über die Verfassungsmäßigkeit des „Gesetzes zur Beendigung der Diskriminierung gleichgeschlechtlicher Gemeinschaften: Lebenspartnerschaften“ liegt diese Gleichstellung im Ermessensspielraum des Gesetzgebers. Sie ist zwar nicht aus Art. 6 GG als zwingend erforderlich herzuleiten: „Die eingetragene Lebenspartnerschaft ist keine Ehe im Sinne von Art. 6 Abs. 1 GG. Sie erkennt gleichgeschlechtlichen Paaren Rechte zu. Der Gesetzgeber trägt damit den Art. 2 Abs. 1 und Art. 3 Abs. 1 und 3 GG Rechnung, indem er diesen Personen zu einer besseren Entfaltung ihrer Persönlichkeit verhilft und Diskriminierungen abbaut.“ Dennoch enthalte Art. 6 GG andererseits kein Abstandsgebot, das eine solche Gleichstellung verbieten würde. Die Tatsache, dass der Gesetzgeber von seinem ihm eingeräumten Spielraum keinen Gebrauch macht und dass ihm diese Option vom Bundesverfassungsgericht zugestanden wird, ist ein Beispiel für den institutionalisierten Heterosexismus, ebenso wie die Tatsache, dass es nur für heterosexuelle Ehen durch Art. 6 GG eine Institutsgarantie gibt.

### Andere Länder
Auch in den meisten anderen Ländern gibt es viele Gesetze, die den Heterosexismus stärken, meist im Zusammenhang mit der Ehegesetzgebung, so z. B. in den Vereinigten Staaten das Defense of Marriage Act. Auch der erst 2002 abgeschaffte Unterschied im Schutzalter für Sexualkontakte in Österreich war ein Beispiel für den institutionellen Heterosexismus (für Details, siehe hier). In vielen Ländern der Welt ist auch der Geschlechtsverkehr nur Heterosexuellen gesetzlich erlaubt. (Siehe: Gesetze zur Homosexualität)

## Umfrageergebnisse
Bei einer Befragung eines repräsentativen Querschnitts der Bevölkerung in allen Staaten der Europäischen Union zu verschiedenen Formen der Diskriminierung im Jahr 2008 stellt sich heraus, dass die „Diskriminierung auf der Grundlage der Homosexualität“ von den Befragten als die zweithäufigste Form der Diskriminierung bewertet wird (nach der Diskriminierung auf der Grundlage der ethnischen Herkunft). Mehr als die Hälfte der Europäer (51 %) sieht Heterosexismus als in ihrem Land verbreitetes Phänomen an. Die höchsten Werte wurden in Zypern, Griechenland (jeweils 73 %) und Italien (72 %) gemessen. Auch andere Anrainerstaaten des Mittelmeers erreichen überdurchschnittliche Werte. Die niedrigsten Werte gab es in Bulgarien (20 %) und Tschechien (27 %).
In Deutschland (40 %) und Österreich (43 %) gab zwar nur eine Minderheit an, dass die Diskriminierung auf der Grundlage von Homosexualität verbreitet vorkomme, aber in Deutschland ist der Wert von 2006 bis 2008 von 32 % auf 40 % angestiegen, während er beispielsweise in Slowenien im gleichen Zeitraum von 60 auf 46 % zurückgegangen ist.
Dass sie persönlich aufgrund ihrer Homosexualität diskriminiert worden seien, geben europaweit 1 % der Befragten an (Italien: 5 %). Berücksichtigt man als Bezugsgruppe nur die schwulen Männer und die lesbischen Frauen, so fällt auf, dass in den letzten 12 Monaten eigenen Angaben zufolge in Österreich 10 % aus dieser Gruppe selbst heterosexistische Diskriminierungen erlebt haben (europäischer Durchschnitt: 6 %).
Auf die Frage, wie wohl sie sich bei dem Gedanken an einen homosexuellen Nachbarn fühlten (Skala von 1 bis 10), ergab sich europaweit ein Durchschnittswert von 7,9. Der höchste Wert (9,5) ist in Schweden zu verzeichnen, der niedrigste (5,3) in Bulgarien, obwohl dort angeblich Heterosexismus kaum verbreitet sein soll (s. o.).